# Кейп-Бройл
Кейп-Бройл (англ. Cape Broyle) — містечко в Канаді, у провінції Ньюфаундленд і Лабрадор.

## Населення
За даними перепису 2016 року, містечко нараховувало 489 осіб, показавши скорочення на 3,4%, порівняно з 2011-м роком. Середня густина населення становила 48,6 осіб/км².
З офіційних мов обидвома одночасно не володів жоден з жителів, тільки англійською — 485.
Працездатне населення становило 60,4% усього населення, рівень безробіття — 17,2% (25% серед чоловіків та 9,7% серед жінок). 94,8% осіб були найманими працівниками, а 5,2% — самозайнятими.
Середній дохід на особу становив $37 937 (медіана $27 872), при цьому для чоловіків — $47 789, а для жінок $27 176 (медіани — $35 925 та $24 160 відповідно).
25% мешканців мали закінчену шкільну освіту, не мали закінченої шкільної освіти — 30,2%, 44,8% мали післяшкільну освіту, з яких 4,7% мали диплом бакалавра, або вищий.
| Статево-вікова структура населення | Статево-вікова структура населення | Статево-вікова структура населення | Статево-вікова структура населення | Статево-вікова структура населення |
| ---------------------------------- | ---------------------------------- | ---------------------------------- | ---------------------------------- | ---------------------------------- |
|                                    |                                    |                                    |                                    |                                    |
| Всього                             | Всього                             | 47,4%52,6%                         |                                    |                                    |
| 0 — 14 років                       | 0 — 14 років                       |                                    | 14,3%                              | 14,3%                              |
| 15 — 64 років                      | 15 — 64 років                      |                                    | 63,3%                              | 63,3%                              |
| 65 і більше                        | 65 і більше                        |                                    | 22,4%                              | 22,4%                              |
| 85 і більше                        | 85 і більше                        |                                    | 2%                                 | 2%                                 |
| Середній вік (років)               | Середній вік (років)               | 45,244,5                           | 44,8                               | 44,8                               |
| Медіана (років)                    | Медіана (років)                    | 47,848,0                           | 47,9                               | 47,9                               |
| — чоловіки — жінки                 |                                    |                                    |                                    |                                    |

| Походження мешканців:     | Походження мешканців:     | Походження мешканців: | Походження мешканців: | Походження мешканців: |
| ------------------------- | ------------------------- | --------------------- | --------------------- | --------------------- |
| Походження                |                           |                       | осіб                  | %                     |
| Корінні американці        | Корінні американці        |                       | 0                     | 0%                    |
| Інше північноамериканське | Інше північноамериканське |                       | 325                   | 58.56%                |
| Європейське               | Європейське               |                       | 345                   | 62.16%                |
| британське                | британське                |                       | 320                   | 57.66%                |
| французьке                | французьке                |                       | 15                    | 2.7%                  |

| Зайнятість населення за галузями (за класифікацією NOC): | Зайнятість населення за галузями (за класифікацією NOC): | Зайнятість населення за галузями (за класифікацією NOC): | Зайнятість населення за галузями (за класифікацією NOC): | Зайнятість населення за галузями (за класифікацією NOC): |
| -------------------------------------------------------- | -------------------------------------------------------- | -------------------------------------------------------- | -------------------------------------------------------- | -------------------------------------------------------- |
|                                                          |                                                          |                                                          |                                                          |                                                          |
| Управління                                               | Управління                                               |                                                          | 5,2%                                                     | 5,2%                                                     |
| Бізнес, фінанси та адміністрування                       | Бізнес, фінанси та адміністрування                       |                                                          | 12,1%                                                    | 12,1%                                                    |
| Природничі та прикладні науки                            | Природничі та прикладні науки                            |                                                          | 6,9%                                                     | 6,9%                                                     |
| Охорона здоров'я                                         | Охорона здоров'я                                         |                                                          | 5,2%                                                     | 5,2%                                                     |
| Освіта, правозахист, муніципальні та урядові служби      | Освіта, правозахист, муніципальні та урядові служби      |                                                          | 10,3%                                                    | 10,3%                                                    |
| Роздрібна торгівля та послуги                            | Роздрібна торгівля та послуги                            |                                                          | 24,1%                                                    | 24,1%                                                    |
| Гуртова торгівля, транспорт та обладнання                | Гуртова торгівля, транспорт та обладнання                |                                                          | 10,3%                                                    | 10,3%                                                    |
| Природні ресурси, сільське господарство                  | Природні ресурси, сільське господарство                  |                                                          | 12,1%                                                    | 12,1%                                                    |
| Виробництво                                              | Виробництво                                              |                                                          | 12,1%                                                    | 12,1%                                                    |

## Клімат
Середня річна температура становить 5,3°C, середня максимальна – 19°C, а середня мінімальна – -8,8°C. Середня річна кількість опадів – 1 608 мм.
| Клімат поселення                              | Клімат поселення | Клімат поселення | Клімат поселення | Клімат поселення | Клімат поселення | Клімат поселення | Клімат поселення | Клімат поселення | Клімат поселення | Клімат поселення | Клімат поселення | Клімат поселення | Клімат поселення |
| Показник                                      | Січ.             | Лют.             | Бер.             | Квіт.            | Трав.            | Черв.            | Лип.             | Серп.            | Вер.             | Жовт.            | Лист.            | Груд.            |                  |
| Середній максимум, °C                         | 0,95             | 0,27             | 2,71             | 6,82             | 11,07            | 15,15            | 17,93            | 19,03            | 15,78            | 11,20            | 6,98             | 2,63             |                  |
| Середня температура, °C                       | −3,56            | −4,25            | −1,8             | 2,31             | 6,56             | 10,64            | 14,55            | 15,65            | 12,40            | 7,82             | 3,60             | −0,76            |                  |
| Середній мінімум, °C                          | −8,08            | −8,76            | −6,32            | −2,21            | 2,06             | 6,12             | 11,17            | 12,26            | 9,01             | 4,45             | 0,22             | −4,13            |                  |
| Норма опадів, мм                              | 156              | 135              | 143              | 133              | 120              | 113              | 110              | 105              | 137              | 145              | 156              | 155              |                  |
| Середньомісячна швидкість вітру, м/с          | 8.63             | 7.75             | 7.33             | 6.72             | 5.92             | 5.42             | 5.23             | 5.30             | 5.97             | 6.89             | 7.58             | 8.35             |                  |
| Середньомісячна сонячна радіація, кДж/м²·день | 4127             | 6911             | 10689            | 14020            | 17109            | 19158            | 19243            | 16224            | 12212            | 7374             | 4309             | 3208             |                  |
| --------------------------------------------- | ---------------- | ---------------- | ---------------- | ---------------- | ---------------- | ---------------- | ---------------- | ---------------- | ---------------- | ---------------- | ---------------- | ---------------- | ---------------- |
| Джерело:                                      |                  |                  |                  |                  |                  |                  |                  |                  |                  |                  |                  |                  |                  |